# Atletica leggera ai Giochi della XXX Olimpiade - Salto in alto maschile

Video ufficiale della Finale

Ai Giochi della XXX Olimpiade, la competizione del salto in alto maschile si è svolta il 5 e 7 agosto presso lo Stadio Olimpico di Londra.

## Presenze ed assenze dei campioni in carica
Per i campionati europei si considera l'edizione del 2010.
| Competizione         | Atleta             | Prestazione | Londra 2012 |
| -------------------- | ------------------ | ----------- | ----------- |
| Olimpiadi 2008       | Andrej Sil'nov     | 2,36 m      | Presente    |
| Commonwealth 2010    | Donald Thomas      | 2,32 m      | Presente    |
| Europei 2010         | Aleksandr Šustov   | 2,33 m      | Presente    |
| Asiatici 2010        | Mutaz Essa Barshim | 2,27 m      | Presente    |
| Panamericani 2011    | Donald Thomas      | 2,32 m      | Presente    |
| Mondiali 2011        | Jesse Williams     | 2,35 m      | Presente    |
|                      |                    |             |             |
| Mondiali junior 2008 | Bohdan Bondarenko  | 2,26 m      | Presente    |

## La gara
I due gruppi di qualificazione saltano in contemporanea. La misura di qualificazione è 2,32.
A quota 2,29 solo sei atleti superano l'asticella. I giudici stilano una classifica alla quota inferiore, 2,26. Siccome tredici atleti hanno passato tale misura, i giudici decidono che non si debbano provare i 2,32. Rimane fuori dalla finale il solo Aleksandr Šustov.
La progressione dei salti è come quella di Pechino fino a 2,29, poi diventa impervia: la misura successiva è 2,33 (+4), poi 2,36 (+3), poi passa a +2.
La quota che decide le medaglie è 2,33. Prima di questa misura è in testa il britannico Grabarz, seguito dal canadese Drouin e dal ventunenne Barshim. Tutti e tre vanno fuori. Invece il russo Ivan Ukhov, che si portava dietro un errore a 2,29, ed il ventunenne statunitense Erik Kynard, che aveva sbagliato a 2,25, passano la misura al primo tentativo. Adesso l'oro è affare loro.
La misura successiva è 2,36: Ukhov ce la fa al primo tentativo, Kynard sbaglia. Lo statunitense si riserva i due tentativi rimanenti alla misura successiva. Ukhov valica alla prima prova anche 2,38; Kynard sbaglia. Allo statunitense rimane un solo tentativo. Gioca il tutto per tutto e chiede 2,40, una misura che non ha mai fatto (ha un personale di 2,34), ma fallisce.
Grabarz, Drouin e Barshim vengono classificati terzi a pari merito.

## Squalifica per doping
Nel 2019 il vincitore della medaglia d'oro a Londra 2012 Ivan Ukhov viene squalificato e privato del titolo olimpico per doping dalla Federazione mondiale.

## Risultati

### Qualificazioni
Domenica 5 agosto, ore 19:05 BSM.
Passano alla finale gli atleti che superano i 2,32 m o i primi 12 classificati.

#### Gruppo A
| Pos | Atleta               | Paese       | Salti | Salti | Salti | Salti | Risultato | Note |
| Pos | Atleta               | Paese       | 2,16  | 2,21  | 2,26  | 2,29  | Risultato | Note |
| --- | -------------------- | ----------- | ----- | ----- | ----- | ----- | --------- | ---- |
| 1   | Erik Kynard          | Stati Uniti | O     | O     | O     | XO    | 2,29 m    | q    |
| 2   | Derek Drouin         | Canada      | O     | XXO   | XO    | XXO   | 2,29 m    | q    |
| 3   | Mickaël Hanany       | Francia     | O     | O     | XO    | XXX   | 2,26 m    | q    |
| 3   | Mutaz Essa Barshim   | Qatar       | O     | O     | XO    | XX-   | 2,26 m    | q    |
| 3   | Andrej Sil'nov       | Russia      | O     | O     | XO    | XXX   | 2,26 m    | q    |
| 3   | Bohdan Bondarenko    | Ucraina     | O     | O     | XO    | XX-   | 2,26 m    | q    |
| 7   | Kyriakos Iōannou     | Cipro       | O     | O     | XXO   | XXX   | 2,26 m    | q    |
| 8   | Aleksandr Šustov     | Russia      | O     | XO    | XXO   | XXX   | 2,26 m    |      |
| 9   | Osku Torro           | Finlandia   | O     | O     | XXX   |       | 2,21 m    |      |
| 9   | Dmytro Dem'janjuk    | Ucraina     | O     | O     | XXX   |       | 2,21 m    |      |
| 11  | Zhang Guowei         | Cina        | O     | XO    | XXX   |       | 2,21 m    |      |
| 12  | Konstadínos Baniótis | Grecia      | O     | XXO   | XXX   |       | 2,21 m    |      |
| 13  | Majd Eddin Ghazal    | Siria       | XO    | XXX   |       |       | 2,16 m    |      |
| 14  | Donald Thomas        | Bahamas     | XXO   | --    | XXX   |       | 2,16 m    |      |
| 14  | Lee Hup Wei          | Malaysia    | XXO   | XXX   |       |       | 2,16 m    |      |
| 14  | Michal Kabelka       | Slovacchia  | XXO   | XXX   |       |       | 2,16 m    |      |
| -   | Andrei Čuryla        | Bielorussia | XXX   |       |       |       | nm        |      |
| -   | Darvin Edwards       | Saint Lucia | XXX   |       |       |       | nm        |      |

#### Gruppo B
| Pos | Atleta            | Paese         | Salti | Salti | Salti | Salti | Risultato | Note |
| Pos | Atleta            | Paese         | 2,16  | 2,21  | 2,26  | 2,29  | Risultato | Note |
| --- | ----------------- | ------------- | ----- | ----- | ----- | ----- | --------- | ---- |
| 1   | Robert Grabarz    | Gran Bretagna | --    | O     | O     | O     | 2,29 m    | q    |
| 2   | Ivan Uchov        | Russia        | O     | O     | XO    | O     | 2,29 m    | q    |
| 3   | Jesse Williams    | Stati Uniti   | O     | O     | O     | XO    | 2,29 m    | q    |
| 4   | Andrij Procenko   | Ucraina       | O     | XO    | XO    | XO    | 2,29 m    | q    |
| 5   | Jamie Nieto       | Stati Uniti   | O     | O     | O     | XXX   | 2,26 m    | q    |
| 6   | Michael Mason     | Canada        | O     | O     | XXO   | XXX   | 2,26 m    | q    |
| 6   | Wanner Miller     | Colombia      | O     | O     | XXO   | XXX   | 2,26 m    | q    |
| 8   | Trevor Barry      | Bahamas       | O     | O     | XXX   |       | 2,21 m    |      |
| 8   | Guilherme Cobbo   | Brasile       | O     | O     | XXX   |       | 2,21 m    |      |
| 10  | Víctor Moya       | Cuba          | XO    | O     | XX-   | X--   | 2,21 m    |      |
| 11  | Jaroslav Bába     | Rep. Ceca     | O     | XO    | XXX   |       | 2,21 m    |      |
| 11  | Diego Ferrín      | Ecuador       | O     | XO    | XXX   |       | 2,21 m    |      |
| 11  | Gianmarco Tamberi | Italia        | O     | XO    | XXX   |       | 2,21 m    |      |
| 14  | Rožle Prezelj     | Slovenia      | O     | XXO   | XXX   |       | 2,21 m    |      |
| 15  | Raivydas Stanys   | Lituania      | O     | XXX   |       |       | 2,16 m    |      |
| 16  | Viktor Ninov      | Bulgaria      | XO    | XXX   |       |       | 2,16 m    |      |
| -   | Dragutin Topić    | Serbia        |       |       |       |       | nm        |      |

### Finale
| Primatista stagionale | 2,39 m | Ivan Uchov | Presente |

1. ↑  Alla data del 20 luglio 2012

Martedì 7 agosto ore 19:00.
| Pos     | Atleta             | Età | Paese         | Salti | Salti | Salti | Salti | Salti | Salti | Salti | Risultato | Note  |
| Pos     | Atleta             | Età | Paese         | 2,20  | 2,25  | 2,29  | 2,33  | 2,36  | 2,38  | 2,40  | Risultato | Note  |
| ------- | ------------------ | --- | ------------- | ----- | ----- | ----- | ----- | ----- | ----- | ----- | --------- | ----- |
| Oro     | Erik Kynard        | 21  | Stati Uniti   | O     | XO    | O     | O     | X--   | X--   | X--   | 2,33 m    | [ 2 ] |
| Argento | Derek Drouin       | 22  | Canada        | O     | O     | O     | XXX   |       |       |       | 2,29 m    | [ 2 ] |
| Argento | Robert Grabarz     | 25  | Gran Bretagna | --    | O     | O     | XXX   |       |       |       | 2,29 m    | [ 2 ] |
| Argento | Mutaz Essa Barshim | 21  | Qatar         | O     | O     | O     | XXX   |       |       |       | 2,29 m    | [ 2 ] |
| 5       | Jamie Nieto        | 36  | Stati Uniti   | O     | O     | XO    | XX-   | X--   |       |       | 2,29 m    |       |
| 6       | Bohdan Bondarenko  | 23  | Ucraina       | XO    | O     | XO    | XXX   |       |       |       | 2,29 m    |       |
| 7       | Michael Mason      | 26  | Canada        | O     | O     | XXO   | XXX   |       |       |       | 2,29 m    |       |
| 8       | Wanner Miller      | 25  | Colombia      | O     | O     | XXX   |       |       |       |       | 2,25 m    |       |
| 8       | Andrij Procenko    | 24  | Ucraina       | O     | O     | XXX   |       |       |       |       | 2,25 m    |       |
| 8       | Jesse Williams     | 29  | Stati Uniti   | O     | O     | XXX   |       |       |       |       | 2,25 m    |       |
| 11      | Andrej Sil'nov     | 28  | Russia        | O     | XO    | XXX   |       |       |       |       | 2,25 m    |       |
| 12      | Kyriakos Iōannou   | 28  | Cipro         | O     | XXX   |       |       |       |       |       | 2,20 m    |       |
| 13      | Mickaël Hanany     | 29  | Francia       | XO    | XXX   |       |       |       |       |       | 2,20 m    |       |
| -       | Ivan Uchov         | 26  | Russia        | O     | O     | XO    | O     | O     | O     | X--   | 2,38 m    | dq    |